# Давидова (присілок)
Дави́дова (рос. Давыдова) — присілок у складі Каменського міського округу Свердловської області.
Населення — 23 особи (2010, 49 у 2002).
Національний склад станом на 2002 рік: росіяни — 100 %.